# Верхній Середній Захід

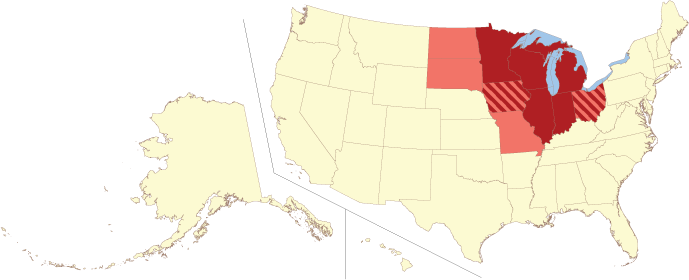
Червоним кольором позначені штати, що входять до Верхнього Середнього Заходу

Верхній Середній Захід (англ. Upper Midwest) — регіон, розташований в північній частині Середнього Заходу США. Це найбільш значимий регіон на Середньому Заході. Найчастіше до цього регіону визначають штати Вісконсин, Мічиган, Південна Дакота, Північна Дакота, Айова, північну частину Іллінойсу та східну частину Небраски.

## Клімат
Цей регіон має найбільші зміни між літніми та зимовими температурами в Західній півкулі. Літо дуже спекотне, а зима дуже холодна. Наприклад, Су-Фолс щороку в середньому має 25 днів у році з температурою, вищою за 90 °F (32 °C), і 45 днів з температурою, нижчою за 5 °F (-15 °C). А місто Мітчелл має рекордно високі 116 °F (47 °C) і рекордно низькі -39 °F (-39 °C) температури. Вегетаційний період коротший, холодніший та сухіший, аніж на теренах на півдні та сході.

## Мови
Північно-Центральна американська англійська мова (також відома як «Мова Верхнього Середнього Заходу»), є акцентом американського варіанту англійської мови і на ньому розмовляють у штаті Міннесота, частині штату Вісконсин та Айова, Мічигані, частині штату Монтана, в Північній і Південній Дакоті.

## Політика
Ще з середини початку XX століття на Середньому Заході велася політика Прогресивної партії. А після її розпаду в регіоні віталися як Демократична партія США, так Республіканська партія. Коли в 1984 Рональд Рейган виграв вибори на пост президента, Міннесота підтримувала погляди та політику Волтера Мондейла. Мічиган, Іллінойс, Айова також часто віддають перевагу кандидатам від демократів. У Верхньому Середньому Заході також присутні штати, що не визначилися, такі як Огайо та Міссурі.